# Línea L50 (Maldonado)
La línea L50 es una línea de transporte público de ómnibus del Maldonado, Uruguay. Parte de la agencia Maldonado y se dirige a la calle A. Desimore de la ciudad de Maldonado.
Es de carácter local, implicando que su recorrido se da internamente en una o entre dos localidades.

## Rutas

### Ida y vuelta

#### Temporada de turismo
Agencia Maldonado, Av. Batlle y Ordóñez, Francisco Martínez, Bº Biarritz, Av. De Los Gauchos, Mario Arregui, Av. Emilio Frugoni, Felisberto Hernández, Julio Juperville, Lucía García, Francisca Otermin, Carlos Gardel, Rbla. 25 m (calle 15), Av. Aiguá, 19 de abril, Bergalli, Rincón, 3 de Febrero, 18 de Julio, Terminal Maldonado, Av. Roosevelt, Av. J. de Viana, Ventura Alegre, Los Gladiolos, Av. La Laguna, Av. Leandro Gómez, Bº Lausana, Wilson Amaral, Montiel Jonio, Manolo Lima, Alberto Dura, A. Desimone.

#### Resto del año
Bº Lausana, Manolo Lima, Av. Leandro Gómez, Ave del Paraíso, Av. La Laguna, Los Gladiolos, Ventura Alegre, Arazá, Ituzaingó, Av. J. de Viana, Av. Roosevelt, Explanada Terminal Maldonado, Av. Roosevelt, Av. Camacho, Dodera, Dr. Edye, Santa Teresa, 25 de Mayo, Cruzada Libertadora, Av. Aiguá, Rbla. 25 m (calle 15), Bº La Candelaria, Carlos Gardel, Francisca Otermin, Lucía García, Julio Superville, Bº Biarritz, Felisberto Hernández, Av. Emilio Frugoni, Serafín J. García, Av. De Los Gauchos, Francisco Martínez, Av. Batlle y Ordóñez, Agencia Maldonado.